# موشيه غافني
موشيه غافني (بالعبرية: משה גפני، من مواليد 5 مايو 1952) سياسي إسرائيلي وعضو الكنيست عن حزب الحريديم يهدوت هتوراة.